# Đền Artemis

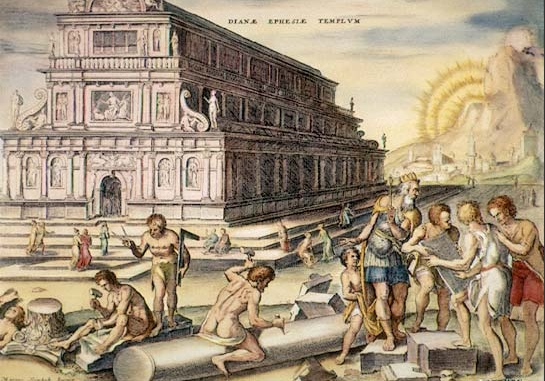
Đền thờ thần Artemis, tranh khắc gỗ của Martin Heemskerck năm 1572

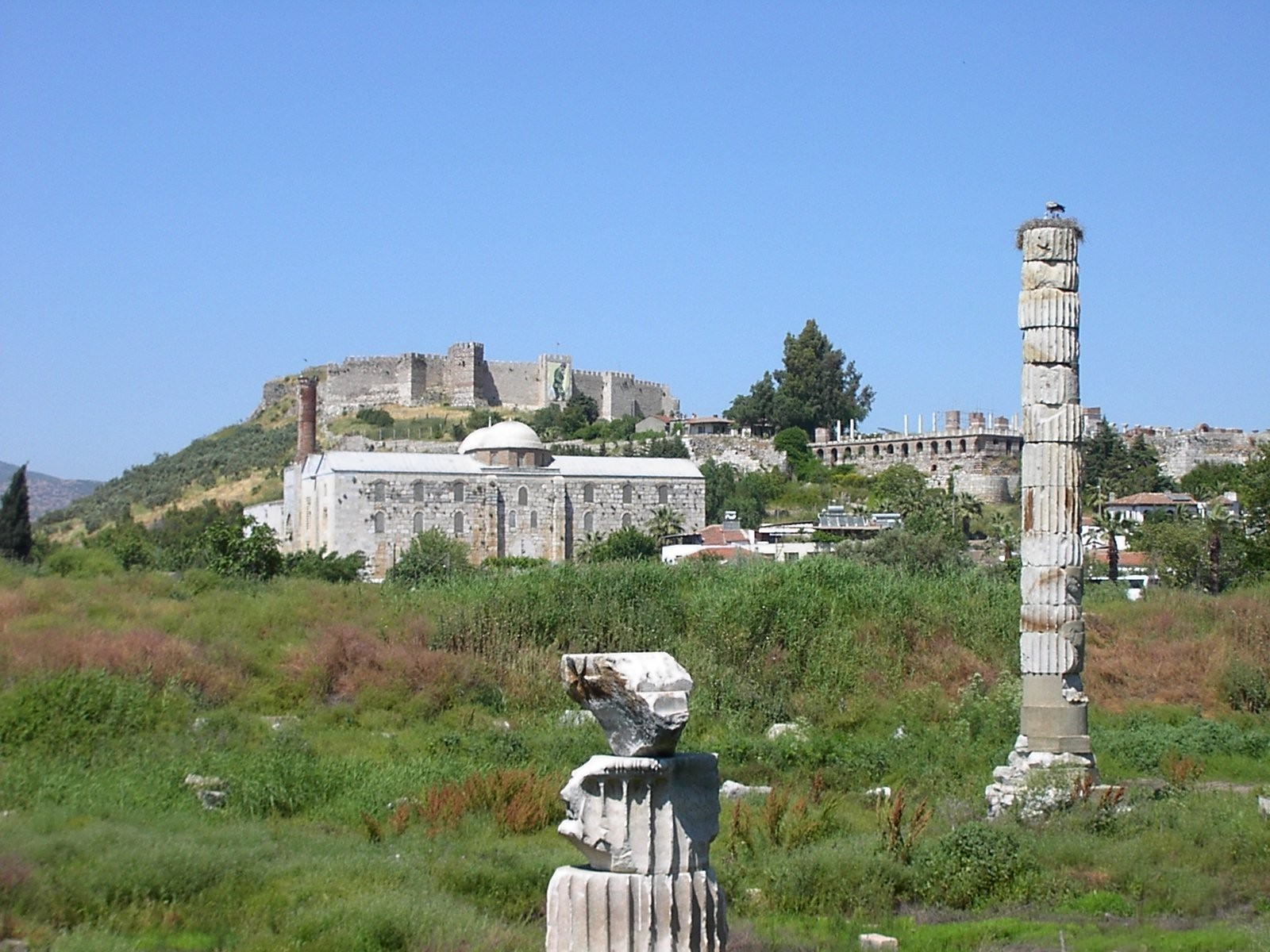
Di tích đổ nát của ngôi đền ở Ephesus, phía sau Nhà thờ Hồi giáo Isabey, Nhà thờ Thánh Gioan Tông đồ và Thành Selçuk

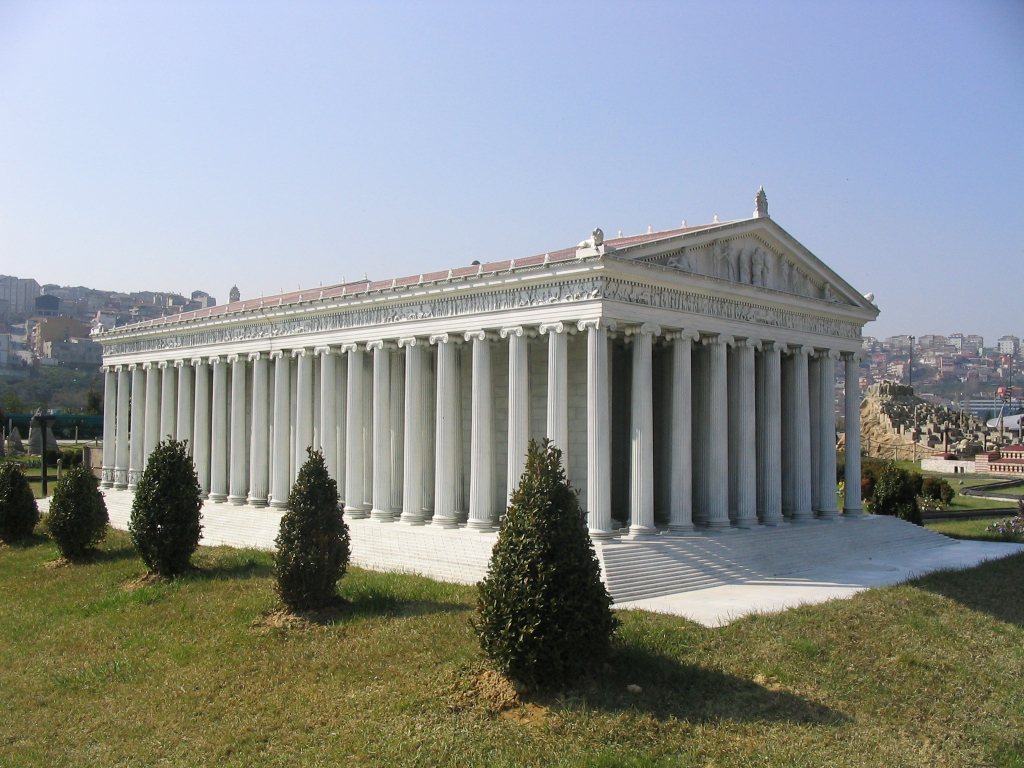
Mô hình thu nhỏ của đền Artemis, tại Công viên Miniatürk, Istanbul, Thổ Nhĩ Kỳ, cố gắng thể hiện hình dáng có thể của ngôi đền đầu tiên.

Đền Artemis là đền thờ nữ thần săn bắn Artemis, còn được gọi là đền thờ Diana được xây dựng từ đá cẩm thạch bởi kiến trúc sư Chersiphron và con là Metagenes, dài 377 feet (115 m), rộng 180 feet (55 m, bao gồm 127 cột đá, ở thành phố Ephesus (nay thuộc Thổ Nhĩ Kỳ), bờ biển Aegea.

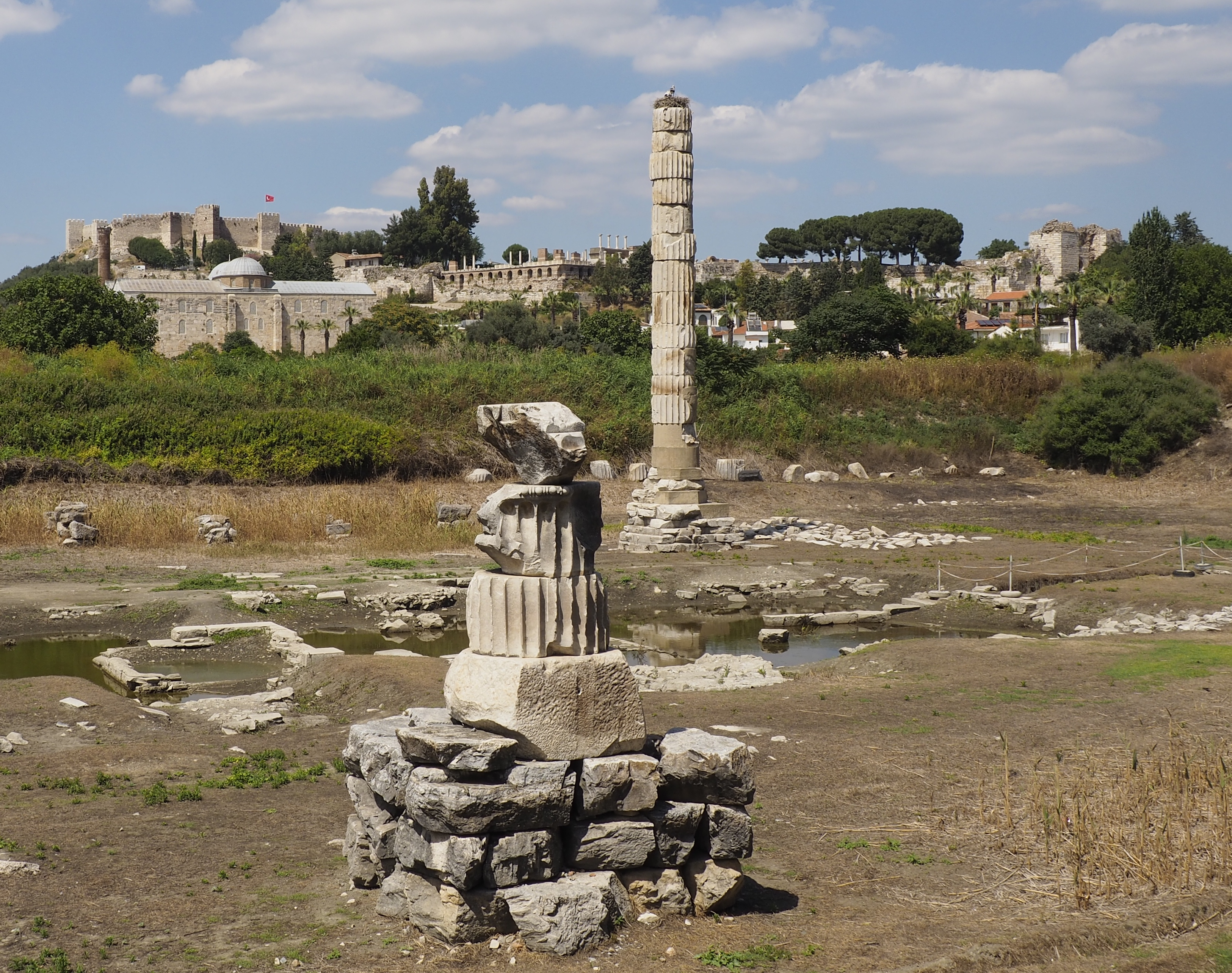
Khu vực của đền ngày nay. Ảnh chụp năm 2017

## Lịch sử-truyền thuyết
Nữ thần săn bắn Artemis là con của thần Zeus và thần Leto, em của thần ánh sáng-thi ca Apollon, được hình dung là một trinh nữ trong trắng cầm cung tên, thường đi cùng một con hươu hoặc một con chó.
Đền được bắt đầu xây dựng năm 550 TCN, trải qua quá trình xây dựng lại và mở rộng qua nhiều thời kỳ, lần cuối là năm 430 TCN sau 120 năm. Năm 356 TCN, ngôi đền bị lửa thiêu hủy vào đêm Alexander Đại Đế chào đời. Một ngôi đền tương tự được xây lại trên nền ngôi đền cũ. Năm 262, người Goth đã đốt ngôi đền lần thứ hai. Chỉ phần nền và một số phần khác của ngôi đền thứ hai còn tồn tại đến ngày nay. Viện bảo tàng Anh ở Luân Đôn còn lưu một số di tích thuộc ngôi đền thứ hai.

## Kiến trúc và mỹ thuật
Nghệ thuật Hy Lạp và sự giàu có của châu Âu đã kết hợp tạo dựng nên một công trình kiến trúc thần thánh và nguy nga. Đền thờ nữ thần Artemis nằm trong số Bảy kỳ quan thế giới cổ đại bởi tính tráng lệ về kiến trúc và kích thước khác thường.
Đền thờ nữ thần Artemis không những là một trong số những ngôi đền Hy Lạp đồ sộ nhất, mà còn là một trong những công trình được xây dựng toàn bằng đá cẩm thạch lâu đời nhất. Đền được xây dựng ở địa điểm gồm các ngôi đền xây dựng đầu tiên vào khoảng năm 550 TCN với sự giúp đỡ tài chính của Croesus, một vị vua nổi tiếng giàu có thuộc vương quốc Lydia lân cận. Thế nhưng, vào năm 356 TCN, công trình kiến trúc nguy nga này bị một kẻ mắc chứng cuồng nhằm muốn tên tuổi của mình bất tử, đã phóng hỏa thiêu huỷ. Trong vòng vài thập niên sau, người ta dựng tại địa điểm cũ ngôi đền mới, theo hình dáng của ngôi đền ban đầu.
Ngôi đền mới trùng tu vẫn còn tồn tại dưới thời kỳ La Mã, khi ấy nhà văn La Mã đã ngạc nhiên trước kích thước và việc xây dựng ngôi đền. Ba cửa sổ lớn được trổ thẳng xuyên qua mái, cửa sổ ở giữa tạo ra một khoang hở giúp những người viếng đền có thể nhìn thấy vị nữ thần Artemis trên bàn thờ. Chính bàn thờ cũng là một công trình có dãy cột thật tráng lệ ở bên phía, đặt ở phía trước ngôi đền.
Đền nguyên thủy có kích thước 55 x 110 m tính ở bậc thang phía trên, ba phía là một dãy cột gồm hai hàng bao quanh, một chiếc cổng có mái che với hàng cột sâu phía trước lối ra vào. Khi ngôi đền được trùng tu vào thế kỷ 4 TCN, thì nền móng của một số kiến trúc thượng tầng của ngôi đền nguyên thủy được tận dụng, nhưng ngày nay chỉ cao khỏi mặt đất khoảng 2m, tấm móng được một hàng cầu thang bao quanh. Ba mươi sáu cột nằm ở phía trước lối ra vào đều trang trí bằng các tác phẩm chạm nổi, một đặc điểm khác thường đối với các ngôi đền Hy Lạp, chính bản thân các cột đều chạm trổ từ 40 đến 48 đường rãnh máng khoét sâu ở thân cột. Quanh ngôi đền phía trên các cây cột, có một trụ ngạch, trong khi các máng xối đều chạm hình đầu sư tử. Với khoảng cách giữa các cột không có trụ đỡ thường vượt quá 6,5 m, bao gồm các tảng đá dài đến 8,75 m, công trình đã buộc những người thợ xây thể hiện khả năng cao nhất của mình.

## Trong hội họa, điêu khắc
Đá cẩm thạch dùng trong công trình được lấy từ mỏ đá cách công trường 11 km (7 dặm), khoảng cách khá xa khiến việc vận chuyển những tảng đá nặng đến 40 tấn trở thành một thử thách. Lẽ đương nhiên xe bò không để đảm đương nổi trọng lượng này, nhưng Chersiphron nghĩ ra một phương pháp thay thế thật tài tình: khối đá hình lăng trụ dùng để lắp cột được các chốt ở tâm giữ cố định trong một khung bằng gỗ sao cho chúng có thể quay vòng như những chiếc xe lu khổng lồ chuyển động bằng sức kéo nhiều con bò. Ý tưởng này do con trai của Chersiphron là Metagenes đề xuất, sao cho các tảng đá trang trí đầu cột vuông góc có thể di chuyển theo cách tương tự, mỗi đầu cột đều bọc trong bánh xe bằng gỗ khổng lồ.
Vì thế chính cái khó đã ló cái khôn, kích thước đáng kinh ngạc của ngôi đền và các tảng đá sử dụng trong công trình đòi hỏi những kỹ thuật mới trong vận chuyển và dựng đá đứng thẳng. Trong khi phương pháp của Chersiphron chưa từng áp dụng ở nơi khác, thì ngôi đền đồ sộ này quả thật là chứng cứ cho sự khéo léo, tài tình của ông. Nhưng tiếc thay, chỉ một phần rất ít của công trình còn tồn tại cho đến nay, người ta chỉ bảo quản được bục đài vòng của đền vừa khai quật và một cột đền duy nhất được gia cố bằng bê tông.